# Havas Bálint
Havas Bálint (Kis Varsó) (Budapest, 1971. november 13. – ) magyar festőművész. Havas Gábor (1944–) szociológus, népművelő fia.

## Életpályája
1986–1990 között a Képző- és Iparművészeti Szakközépiskola diákja volt. 1990–1997 között a Magyar Képzőművészeti Főiskola festő szakán tanult. 1993-ban a Salzburgi Nyári Akadémia ösztöndíjasa volt. 1994-től a Fiatal Képzőművészek Stúdiója tagja. 1994 óta Gálik Andrással dolgozik együtt Kis Varsó néven. 1996–1997 között Bukarestben volt ösztöndíjas. 1998–1999 között a Magyar Képzőművészeti Főiskola mesterképzőjében tanult tovább; mesterei: Károlyi Zsigmond és Baranyay András voltak. 1999-ben Londonban ösztöndjas volt.

### Munkássága
Festményeinek jellemzője az arisztokratikusság, amelyet alkotásaiban közérthető, sőt köznapi tárgyakhoz kötött. A látszat-, az illúzió-probléma kérdéseit járta körül képeiben. Az elemző érdeklődés és az irónia alkotói eszköztárának része, de műveiben mindig az érzékletességben, az élményszerűségben feloldva jelentkezett. Alkotásait a hétköznapiság és a művészet közötti oszcillálás jellemezte. Rekonstruált egy Brueghel-képen látható tárgyat, melyet aztán ő is megfestett, grafitból készített lépcsőfokot (Tömb). A szűken értelmezett művészi alkotómunkán kívül a képzőművészet teoretikus kérdéseivel is tudatosan foglalkozott.

## Kiállításai
| - 1998 Budapest, Bukarest - 1999-2003, 2005-2006 Budapest - 2002 Frankfurt - 2003 Velence - 2004 Amszterdam, Hága | - 1992, 1995, 1997, 2000-2003 Budapest - 1994 Bukarest - 1998 Pozsony, Dunaújváros - 2001-2002, 2006 Berlin - 2002 Rotterdam - 2003 Velence, Madrid, Prága, Moszkva - 2004 Amszterdam, Lipcse, Riga, Prága - 2005 Zágráb - 2006 Koppenhága, Pozsony, New York, Graz, Szingapúr |

## Díjai
- Lengyel Lajos tanulmányi-díj (1990)
- Barcsay Jenő-díj (1992)
- Gruber Béla-díj (1997)
- Derkovits Gyula képzőművészeti ösztöndíj (1998-2000)
- Rigai Szobrászati Quadriennále nagydíja (2004)
- Orange-díj (2004)
- Munkácsy Mihály-díj (2008)